# AS Excelsior
L'Association Sportive Excelsior és un equip de futbol de l'Illa de la Reunió que juga en la Primera Divisió de les Illes Reunió, la màxima categoria de futbol en el departament d'ultramar de França.

## Palmarès
- Primera Divisió de l'Illa de la Reunió:[1]

1974, 2023
- Copa de l'Illa de la Reunió:[2]

2004, 2005, 2014,2015